# Lacul de acumulare Kuibâșev

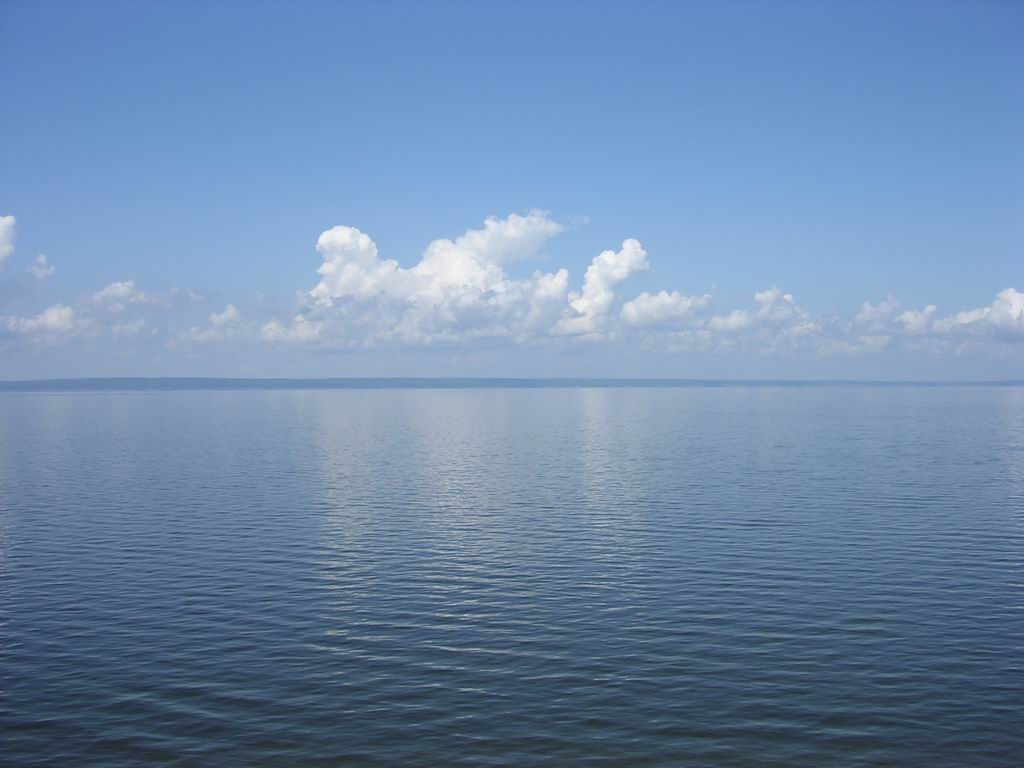
Barajul Kuibâșev

Barajul Kuibâșev (rus. Куйбышевское водохранилище) este un lac de acumulare de pe cursul fluviului Volga, situat în regiunile Samara, Tatarstan și Ulianovsk în partea europeană a Federației Ruse. El face parte din așanumitul lanț de hidrocentrale, cascada Kama-Volga. Lacul Kuibîșev apare pe unele hărți sub numele de "Lacul de acumulare Samara" (rus.Самарское водохранилище) denumire dată după numele orașului Samara (fostul oraș Kuibâșev), aflat în apropiere. Lacul Kuibîșev se află pe cursul mijociu al fluviului Volga, între orașele Kazan și Toliatti, el se întinde pe o lungime de 550 km și are o suprafață de 6.450 km², fiind cel mai mare lac de acumulare din Europa și al treilea în lume. Volumul de apă al lacului este ca. de 58 miliarde de m³. La locul de vărsare a lui Kama, digul are o lățime de 4,5 km, iar lățimea între maluri oscilează între 30 și 40 km. Barajul lacului a fost construit între anii 1950–1955. Adâncimea medie a lacului este de 27 m, ea putând atinge 44,5 m. Hidrocentrala are în funcțiune 20 de turbine, care produc 2315 MW, el asigură curentul necesar orașului și regiunii Samara. Apa fluviului Volga mai este utilizată și pentru irigații.